# Lippia scaberrima
Lippia scaberrima là một loài thực vật có hoa trong họ Cỏ roi ngựa. Loài này được Sond. mô tả khoa học đầu tiên năm 1850.